# ソリクン
「ソリクン」（朝鮮語: 소리꾼、英語: Thunderous）は、韓国の男性アイドルグループStray Kidsの楽曲である。2021年8月23日にJYPエンターテインメントから発売された2作目のスタジオ・アルバム『NOEASY』に収録され、同作からの先行シングルとしても発売された。3RACHAとHotSauceによって書かれた本作は、韓国の伝統楽器や金管楽器を取り入れたヒップホップ調の楽曲で、自分たちの音を貫きたいというメッセージが込められている。
ガオンデジタルチャートでは最高位33位、Billboard World Digital Song Salesでは最高位3位、Global 200では最高位80位を獲得した。ミュージック・ビデオは、公開から55日間で再生回数1億回を突破し、自己最短記録となった。2021年10月13日に日本語バージョンが「Scars」との両A面シングルとしてエピックレコードジャパンから発売された。このシングルは、オリコン週間シングルランキングで最高位2位を獲得した。

## 背景とリリース
2021年7月22日、JYPエンターテインメントの公式YouTubeチャンネルで「Stray Kids "NOEASY" Thunderous Trailer」と題した映像を公開し、8月23日にアルバム『NOEASY』を発売することを発表。8月12日にアルバムの収録曲が公開され、タイトル曲が「ソリクン」であることが明かされた。8月20日から21日にかけてミュージック・ビデオのティーザー映像が公開され、その翌日にSKZOOの着ぐるみを着たパフォーマンス映像が公開された。
2017年7月30日、10月13日に日本での2作目のシングルを発売することが発表され、9月9日に日本語バージョン「ソリクン -Japanese ver.-」が「Scars」との両A面シングルで発売され、カップリング曲として日本オリジナル楽曲「CALL」とABEMA『虹とオオカミには騙されない』の挿入歌である「My Pace -Japanese ver.-」（初回限定盤のボーナス・トラック）が収録されることが発表された。9月23日よりシングルの発売に先駆けて、先行配信が開始された。

## 曲の構成と歌詞

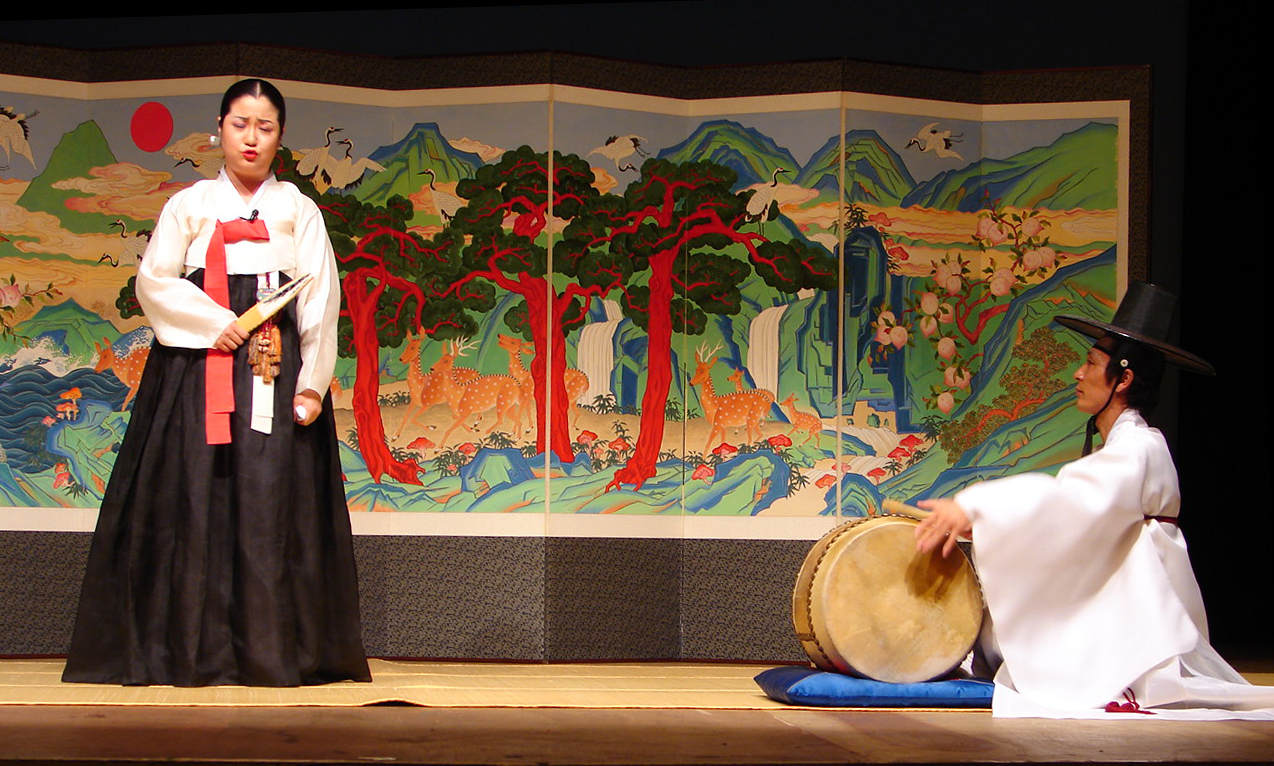
ソリクンとは主にパンソリでの歌い手の事を表す。上の画像では左の女性がソリクンである。

「ソリクン」はパンソリでの歌い手を主に意味しており、Stray Kidsのプロデュースチームである3RACHA（バンチャン、チャンビン、ハン）と、Stray Kidsの過去の作品や2PMなどの作品制作を担当したJYPエンターテインメントのプロデュースチームであるHotSauceによって楽曲が書かれ、ヒップホップやトラップの要素を持った楽曲である。「ソリクン」という楽曲のテーマにちなみ、楽曲には韓国の伝統楽器や金管楽器が使用されている。
| 「                                                | 最初から韓国の伝統音楽を考えてはなかったです。「ソリクン」というテーマが浮かび、曲のガイドを全部作った後で「あ、ここに伝統音楽の要素を追加すれば良いかも」、「そうするともっとこのテーマが活かされる」と思い、入れることにしました。 | 」 |
| —チャンビン（「モデルプレス」のインタビューより） | |    |

楽曲のテーマとしては主に他人の小言に対して気落としせずに自分の声で打ち勝つという意味が込められている。本作についてバンチャンは「『“やかまし屋”を相手にする“ソリクン”Stray Kidsとして、僕たちの“音”を貫きたい』というメッセージを込めた」と語っている。

## 受容
「ソリクン」は、韓国のガオンデジタルチャートで最高位33位を獲得し、同チャートにおける当時の自身最高位となった。Billboard K-Pop Hot 100で最高位90位を獲得。Billboard Japan Hot 100では、2021年9月1日に公開されたチャートで初登場88位を獲得し、2021年9月29日に公開されたチャートで最高位66位を獲得した。シンガポールでは初登場24位、ハンガリーでは最高位7位を獲得した。SpotifyグローバルTOP 200では2021年8月23日付で初登場104位でチャートインし、24日付には86位を記録した。
イギリスではオフィシャル・チャート・カンパニーのAlbum Downloads Chartで最高位80位を獲得し、Singles Sales Chartで最高位82位を獲得した。アメリカでは、2021年9月4日付のBillboard World Digital Song Salesで最高位3位、Billboard Global 200で最高位80位を獲得した。
日本で発売されたシングル『Scars / ソリクン -Japanese ver.-』は11万9963枚を売り上げ、10月25日付のオリコン週間シングルランキングで初登場2位を獲得した。Billboard Japan Hot 100では10月13日に公開されたチャートで初登場39位を獲得し、同月20日に公開されたチャートで最高位2位を獲得した。また、Billboard Japan Top Singles Salesでも、初週で18万2405枚の売上を記録し、前作『TOP -Japanese ver.-』の初週売上4万9329枚を上回る売上枚数となった。

## ミュージック・ビデオ
2021年8月24日、「ソリクン」のミュージック・ビデオがYouTube、Naver TV、V LIVEで公開された。ミュージック・ビデオの公開に先駆け、8月20日から21日にかけてミュージック・ビデオのティーザー映像が公開された。パン・ジェヨプが監督を務めたミュージック・ビデオは、アニメーションのキャラクターが現実のチャンビンの姿に変わるところから始まり、掲示板に貼られたヒョンジンによる「歌い手は集まりなさい」という貼り紙をきっかけに宮殿の前に風物遊びや北青獅子仮面などが集まるスケールにまで展開される。メンバーの合いの手に合わせて鬼火の様な青い光が立ち上がるアニメーション効果も特徴的で、宮殿の前を走るスポーツカーや、韓服を纏った人々の中で近代的な衣装を着たメンバーなど、韓国の歴史的なスタイルと現代的なスタイルを融合している 。
ミュージック・ビデオは、8月30日に再生回数5000万回を突破し、10月18日に1億回を突破した。Stray Kidsのミュージック・ビデオの再生回数1億台達成は、「神メニュー」、「MIROH」、「Back Door」、「My Pace」に続く5本目で、「神メニュー」で達成した71日9分を抜いて、自己最短記録を更新（約55日16時間2分）した。9月23日に「ソリクン -Japanese ver.-」のパフォーマンス・ミュージック・ビデオが公開された。

## 音楽番組での披露
「ソリクン」は、発売日同日に開催されたショーケースで、サバイバル番組『KINGDOM : LEGENDARY WAR』の優勝特典である『KINGDOMWEEK : <NO+>』で初披露された。その後、韓国におけるプロモーションの一環で、『M COUNTDOWN』、『ミュージックバンク』、『ショー!K-POPの中心』、『SBS人気歌謡』、『SHOW CHAMPION』などでも披露された。
日本語バージョン「ソリクン -Japanese ver.-」も、TBS系『CDTV ライブ! ライブ! 4時間スペシャル』（2021年10月4日放送）やテレビ朝日系『ミュージックステーション 35周年記念4時間スペシャル』（2021年10月15日放送）で披露された。

## シングル収録曲
| #         | タイトル                     | 作詞                                                        | 作曲                                                        | 編曲                         | 時間 |
| --------- | ---------------------------- | ----------------------------------------------------------- | ----------------------------------------------------------- | ---------------------------- | ---- |
| 1.        | 「Scars」                    | Bang Chan (3RACHA) Changbin (3RACHA) HAN (3RACHA) KM-Markit | Armadillo Bang Chan (3RACHA) Changbin (3RACHA) HAN (3RACHA) | Bang Chan (3RACHA) Versachoi | 3:20 |
| 2.        | 「ソリクン -Japanese ver.-」 | Bang Chan (3RACHA) Changbin (3RACHA) HAN (3RACHA) KM-Markit | Bang Chan (3RACHA) Changbin (3RACHA) HAN (3RACHA) HotSauce  | HotSauce Bang Chan (3RACHA)  | 3:05 |
| 3.        | 「CALL」                     | HAN (3RACHA) KM-Markit                                      | Bang Chan (3RACHA) HAN (3RACHA)                             | Bang Chan (3RACHA)           | 2:47 |
| 合計時間: | 合計時間:                    | 合計時間:                                                   | 合計時間:                                                   | 合計時間:                    | 9:12 |

| #         | タイトル                    | 作詞                                                                                  | 作曲                                                               | 編曲                     | 時間  |
| --------- | --------------------------- | ------------------------------------------------------------------------------------- | ------------------------------------------------------------------ | ------------------------ | ----- |
| 4.        | 「My Pace -Japanese ver.-」 | Bang Chan (3RACHA) Changbin (3RACHA) HAN (3RACHA) KM-Markit J.Y. Park 'The Asiansoul' | ang Chan (3RACHA) Changbin (3RACHA) HAN (3RACHA) Earattack Larmook | Earattack Larmook Gongdo | 3:11  |
| 合計時間: | 合計時間:                   | 合計時間:                                                                             | 合計時間:                                                          | 合計時間:                | 12:23 |

| #  | タイトル                         | 作詞 | 作曲・編曲 |
| -- | -------------------------------- | ---- | ---------- |
| 1. | 「Jacket Shooting Making Movie」 |      |            |

| #  | タイトル                                                           | 作詞 | 作曲・編曲 |
| -- | ------------------------------------------------------------------ | ---- | ---------- |
| 1. | 「ソリクン -Japanese ver.-」(Performance Music Video)              |      |            |
| 2. | 「ソリクン -Japanese ver.-」(Performance Music Video Making Movie) |      |            |

## チャート成績

### 週間チャート
| チャート (2021年)                                                      | 最高位 |
| ---------------------------------------------------------------------- | ------ |
| Global 200 (Billboard)                                                 | 80     |
| ハンガリー (Single Top 40)                                             | 11     |
| 日本 (Japan Hot 100)                                                   | 66     |
| 日本 (Top Singles Sales) 『Scars / ソリクン -Japanese ver.-』として    | 2      |
| 日本 (オリコン) 『Scars / ソリクン -Japanese ver.-』として             | 2      |
| 日本 (オリコン合算シングル) 『Scars / ソリクン -Japanese ver.-』として | 2      |
| マレーシア (RIM)                                                       | 14     |
| シンガポール (RIAS)                                                    | 24     |
| 韓国 (Gaon Digital Chart)                                              | 33     |
| 韓国 (K-pop 100)                                                       | 90     |
| UK Download (Official Charts Company)                                  | 80     |
| UK Singles Sales (Official Charts Company)                             | 82     |
| US World Digital Song Sales (Billboard)                                | 3      |

### 月間チャート
| チャート (2021年) | 最高位 |
| ----------------- | ------ |
| 韓国 (Gaon)       | 135    |

## 受賞歴
| 年   | 賞                      | 部門                                     | 結果       | Ref.   |
| ---- | ----------------------- | ---------------------------------------- | ---------- | ------ |
| 2021 | Mnet Asian Music Awards | 今年の歌賞                               | ノミネート | [ 57 ] |
| 2021 | Mnet Asian Music Awards | ベストダンスパフォーマンス男性グループ賞 | ノミネート | [ 57 ] |
| 2021 | Prêmio Anual K4US       | 最優秀振付賞                             | 受賞       | [ 58 ] |

## クレジット
Melonと日本のCDシングルライナーノートに準拠。
所在地
- 出版 - JYPエンターテインメント (KOMCA)、ソニーミュージック(日本語版)
- 録音 - JYPエンターテインメント (ソウル特別市)
- ミキシング - チャペルスイングスタジオ (ロサンゼルス バレーグレン)
- マスタリング - 821サウンドマスタリング (ソウル特別市)

人事
- Stray Kids- リードボーカル
  - バンチャン (3RACHA) – 歌詞、作曲、アレンジ
  - チャンビン(3RACHA) - 歌詞、作曲
  - ハン(3RACHA) - 歌詞、作曲
  - KM-MARKIT– 歌詞 (日本語版)
- HotSauce - 作曲、アレンジ、キーボード、ドラムプログラミング、コンピュータプログラミング、デジタル編集
- イ・ギョンウォン - デジタル編集
- イ・サンヨブ - レコーディング
- イム・ホンジン - レコーディング(韓国語版)
- ウン・セヒ - レコーディング(日本語版)
- トニー・マセラティ - ミキシング
- デビッド・K・ヨンヒョン - ミックスエンジニアリング
- クォン・ナムウ - マスタリング

## 発売日一覧
| 国/地域 | 発売日         | 規格                                  | バージョン         | レーベル                    | Ref.          |
| ------- | -------------- | ------------------------------------- | ------------------ | --------------------------- | ------------- |
| 全国    | 2021年10月8日  | デジタル・ダウンロード ストリーミング | オリジナル         | JYP                         | [ 60 ] [ 61 ] |
| 全国    | 2021年9月23日  | デジタル・ダウンロード ストリーミング | 日本語（先行配信） | Epic Japan Sony Music Japan | [ 9 ]         |
| 全国    | 2021年10月13日 | デジタル・ダウンロード ストリーミング | 日本語             | Epic Japan Sony Music Japan | [ 62 ]        |
| 韓国    | 2021年10月13日 | デジタル・ダウンロード ストリーミング | 日本語             | JYP                         | [ 63 ]        |
| 日本    | 2021年10月13日 | CD+DVD                                | 初回限定盤A        | Epic Japan Sony Music Japan | [ 64 ]        |
| 日本    | 2021年10月13日 | CD+DVD                                | 初回限定盤B        | Epic Japan Sony Music Japan | [ 64 ]        |
| 日本    | 2021年10月13日 | CD+スペシャルZINE                     | 初回限定盤C        | Epic Japan Sony Music Japan | [ 64 ]        |
| 日本    | 2021年10月13日 | CD                                    | 通常盤             | Epic Japan Sony Music Japan | [ 64 ]        |
| 日本    | 2021年10月13日 | CD                                    | FC盤               | Epic Japan Sony Music Japan | [ 64 ]        |